# Ламет, Шарль Мало Франсуа
Шарль Мало Франсуа Ламет (фр. Charles Malo François Lameth; 5 октября 1757, Париж — 28 декабря 1832, Париж) — французский политик и военнослужащий. Брат Александра Ламета.

## Биография
Шарль Мало Франсуа Ламет родился 5 октября 1757 года в Париже. Его отцом был Луиз Шарль де Ламет, а матерью — Мария Тереза де Бройль. Его мать была сестрой маршала де Брольи и фавориткой Марии-Антуанетты.
Шарль Мало Франсуа Ламет состоял в свите графа д'Артуа (будущего короля Карла X) и стал офицером кирасирского полка. Он участвовал в американской войне за независимость и был героем битвы при Йорктауне в 1781 году. Стал рыцарем Мальтийского ордена и кавалером ордена Святого Людовика.
Женился на богатой наследнице из Сен-Доминго. В 1788 году он стал одним из основателей Общества друзей чернокожих.
Был депутатом Генеральных штатов 1789 года по дворянству и был одним из первых аристократов, отказавшихся от своих привилегий в ночь на 4 августа 1789 года. Он продолжал служить в Национальном собрании и Национальном Учредительном собрании. В ноябре 1790 года он сражался на дуэли с герцогом де Кастри. Герцог ранил его, и возникли опасения, что он пропитал свой меч ядом. Ламет был настолько популярен, что толпа в отместку ворвалась в дом Кастри. Когда Ассамблея начала разделяться на фракции, Ламет, конституционный монархист, был отождествлен с фельянами и был арестован в Руане 12 августа 1792 года за протест против нападения на Тюильри. Поскольку Французская революция привела к республике, он эмигрировал в Гамбург.
Вернулся во Францию под консулатом, был назначен бригадным генералом в 1809 году, участвовал в Испанской войне и был назначен губернатором Вюрцбурга (в герцогстве Вюрцбург) при Первой Империи. В 1814 году он дослужился до генерал-лейтенанта. Как и его брат Александр Ламет (но в отличие от другого брата, Теодора де Ламета), Шарль присоединился к лагерю Бурбонов после Реставрации, сменив Александра на посту заместителя в 1829 году. Тем не менее, в последние годы своей жизни он был известным сторонником Июльской монархии.
Умер 28 декабря 1832 года.

## Личная жизнь
Женился на Мари Анне Пико. У них было двое детей.